# Siège de Charleroi (1667)
Pour les articles homonymes, voir Siège de Charleroi.
Guerre de Dévolution
Batailles
- Charleroi
- Douai
- Lille
- Besançon
- Dole
- Gray

Le siège de Charleroi est un épisode de la guerre de Dévolution. La forteresse de Charleroi, située alors dans les Pays-Bas espagnols, abandonnée, est prise sans combat par Turenne le 2 juin 1667.

## Contexte

### La construction de la forteresse de Charleroi
Par le traité des Pyrénées de 1659, la frontière entre la France et les Pays-Bas espagnols est modifiée. Plusieurs places-fortes deviennent françaises laissant entre Mons et Namur un large couloir sans défenses en direction de Bruxelles.
Le marquis Francisco de Castel Rodrigo, gouverneur des Pays-Bas en 1664, veut renforcer les défenses militaires. Le village de Charnoy, le long de la Sambre, est un des rares endroits propices à l'installation d'une forteresse et appartenant au comté de Namur (donc aux Pays-Bas). Le Charnoy cède la place à Charleroy, nommé ainsi en l'honneur de Charles II, roi d'Espagne et des Pays-Bas.
La construction de la nouvelle forteresse commence vers la mi-septembre. Dès le début de la construction, informé par des espions, Louis XIV décide de prendre Charleroy. Devant la menace, Castel Rodrigo envisage d'abandonner et même de démolir la forteresse qui a coûté 28 % de la recette moyenne pour les années 1665 à 1667. Les derniers soldats espagnols quittent les lieux le 27 mai 1667.

### L'avancée des troupes françaises au début du conflit
En quatre jours 51 000 soldats ont pu être rassemblés entre Mézières et la mer. Ayant quitté Paris le 16 mai 1667, l'armée principale forte de 35 000 hommes, marche sous la conduite du roi lui-même, accompagné du maréchal Henri de La Tour d'Auvergne, vicomte de Turenne. À leur gauche, le corps d'armée du maréchal Antoine d'Aumont de Rochebaron avance en longeant les côtes de la Manche. Un troisième corps, commandé par le lieutenant général François de Créquy, protège l'armée principale sur son flanc droit. Le 24 mai 1667, les trois corps passent à l'attaque et envahissent ensemble le territoire espagnol. Le fait d'y aller massivement avait pour but de garantir la supériorité numérique des Français et d'empêcher l'ennemi de se concentrer sur une seule colonne.
Les Pays-Bas espagnols étant mal préparés à un état de siège, son gouverneur le marquis de Castel Rodrigo constitue une armée de campagne en réunissant une milice et les quelques troupes espagnoles qu'il commande. 
La France, qui combat également sur un autre front ou plutôt sur un autre flot, celui de la mer du Nord depuis le 26 janvier 1666, veut maintenant s'en dégager afin de récupérer ses troupes pour les masser contre les Pays-Bas espagnols. Sur la terre ferme, les trois corps d'armée du roi sont près. 

## Prise de la forteresse

Document cartographique manuscrit du siège de 1667.

Le premier objectif est la forteresse de Charleroi située au niveau de la Sambre, frontière naturelle délimitant le nord et le sud des possessions espagnoles. 
Le 10 mai 1667, Turenne prend le commandement d'une armée de 50 000 hommes en Picardie. Le 20, le roi rejoint ses troupes et le 21, l'armée entre en campagne et envahit les Pays-Bas. Elle arrive devant Charleroi le 31 et y découvre un paysage désolé dont elle prend possession sans coup férir. La prise est cependant importante car Charleroi constitue une tête de pont sur la rive gauche de la Sambre en direction du Brabant. Louis XIV entre dans la forteresse le 2 juin et en ordonne la reconstruction. Quinze jours suffissent pour réparer les remparts endommagés par les mines. Le 16 juin, le roi quitte les lieux en laissant une garnison de 2 400 hommes sous les ordres du gouverneur Charles-Louis de Montsaulnin, comte du Montal.
Par la paix d'Aix-la-Chapelle, Charleroi est attribuée à la France et Louis XIV accorde des privilèges aux habitants de la nouvelle ville (terrain offert gratuitement, primes à la construction, etc.) en vue de la développer.
Les ouvrages d'art sont alors parfaits et agrandis par Thomas de Choisy, Vauban donnant quelques indications pour les demi-lunes au nord et à la ville basse. 

## Sources et bibliographie
- Colette Parmentier, « Le siège de Charleroi en 1667 », dans Charleroi était forteresse 1666-1871 : Notices historiques, Charleroi, Société Royale d'Archéologie de Charleroi et Ville de Charleroi, 1986, p. 17